# Follow Me (album de Jean-Michel Pilc)
Pour les articles homonymes, voir Follow Me (homonymie).
Albums de Jean-Michel Pilc
Cardinal Points
(2003) Live at Iridium, New York
(2005)
Follow Me est un album en piano solo de Jean-Michel Pilc paru en 2004 chez Dreyfus Jazz.

## À propos de l'album
Jean-Michel Pilc a longtemps repoussé le moment de faire un disque en piano solo. Il raconte : « j'ai enfin trouvé à l’intérieur de ma tête les trois ou quatre musiciens avec qui j'ai vraiment envie de jouer. C’est là, pour moi, toute la difficulté du solo : trouver en soi des gens avec qui l’on a plaisir à dialoguer. » Il ajoute : « quand je m'assois au piano et que je commence à jouer, j'essaye d'être comme un enfant de 5 ans qui découvre un jouet et apprend à s'amuser avec. » Après s'être livré pendant plusieurs années à l'exercice du solo chez lui à New York, il est retourné à Paris, au studio Ferber, pour enregistrer cet album. L'enregistrement s'est fait en deux jours, sans liste de titres, et il n'y a eu que des premières prises. Les chansons de Piaf ou Brassens sont arrivées spontanément.
Follow Me mélange des compositions et des standards. Les morceaux sont relativement courts, autour de 3 minutes, et peuvent s'apparenter à des miniatures. Contrairement à ses albums en trio, où les improvisations peuvent durer bien plus longtemps, Pilc a choisi ici la précision et la concision.
L'approche de Pilc pour chacun de ces morceaux est originale, notamment sur le très célèbre Autumn Leaves, qui retrouve ici une fraicheur nouvelle. Pilc navigue aisément entre l'espiègle (St. Louis Blues), le ténébreux (My Favorite Things) ou la miniature flamboyante (Oleo). Certains morceaux, comme The racoon, semblent être des improvisations. En outre, Pilc s'avère être un bon siffleur, sur One for My Baby.

## Réception critique
L'album reçoit globalement un accueil très favorable. Ainsi, par exemple, Ken Dryden (AllMusic) recommande vivement l'album, notant que « l'approche du piano solo de Pilc est originale, et que chaque écoute en révèle de nouvelles facettes. » Pour Thomas Conrad (JazzTimes), « aucun autre pianiste de jazz d'aujourd'hui n'offre ce mélange de technique monstrueuse, d'imagination sauvage et impulsive, de passion du mélodrame grandiloquent et d'amour sans honte de la démonstration. [...] Dans sa spontanéité hyperactive, son plaisir et son inhibition, Pilc sonne comme un sale gosse talentueux à outrance. »
L'album est 4e sur la liste des meilleurs enregistrements de jazz de 2004 pour le Chicago Tribune.

## Pistes
| No  | Titre                        | Musique                               | Durée |
| --- | ---------------------------- | ------------------------------------- | ----- |
| 1.  | Follow me                    | Jean-Michel Pilc                      | 03:32 |
| 2.  | Les amants d'un jour         | Édith Delecluse, Michelle Senlis      | 3:26  |
| 3.  | St. Louis Blues              | W.C. Handy - arr : Jean-Michel Pilc   | 3:16  |
| 4.  | My Favorite Things           | Oscar Hammerstein II, Richard Rodgers | 4:30  |
| 5.  | If I Should Lose You         | Ralph Rainger, Leo Robin              | 3:22  |
| 6.  | St. James Infirmary          | Irving Mills                          | 3:42  |
| 7.  | Happiness seven              | Jean-Michel Pilc                      | 2:06  |
| 8.  | One for My Baby              | Johnny Mercer, Harold Arlen           | 5:28  |
| 9.  | The racoon                   | Jean-Michel Pilc                      | 3:30  |
| 10. | Autumn Leaves                | Jacques Prévert, Joseph Kosma         | 3:10  |
| 11. | Ain't Misbehavin'            | Fats Waller, Harry Brooks, Andy Razaf | 3:20  |
| 12. | Beaver Dam                   | Jean-Michel Pilc                      | 3:53  |
| 13. | Vous qui passez sans me voir | Charles Trenet, Johnny Hess           | 2:53  |
| 14. | B Minor Waltz                | Bill Evans                            | 3:33  |
| 15. | Oleo                         | Sonny Rollins                         | 1:30  |
| 16. | Les Copains d'abord          | Georges Brassens                      | 4:02  |